# Lyle Latell
Lyle Latell, né le 9 avril 1904 à Elma (Iowa) et mort le 24 octobre 1967 à Hollywood, Californie), est un acteur américain.

## Filmographie partielle

### Cinéma
- 1941 : Rendez-vous avec la mort (Shadow of the Thin Man) de W. S. Van Dyke
- 1941 : Texas (film) de George Marshall
- 1944 : See Here, Private Hargrove de Wesley Ruggles
- 1945 : Épousez-moi, chérie ! (Hold That Blonde!) de George Marshall
- 1947 : Meurtre en musique (Song of the Thin Man) d'Edward Buzzell
- 1948 : Il marchait dans la nuit (He Walked by Night) d'Alfred L. Werker et Anthony Mann
- 1951 : Un tramway nommé Désir (A Streetcar Named Desire) d'Elia Kazan
- 1953 : L'Homme au masque de cire (House of Wax) d'André de Toth
- 1953 : Règlement de comptes (The Big Heat) de Fritz Lang
- 1957 : The Night the World Exploded de Fred F. Sears

### Télévision
Séries télévisées : 
- 1957 : Perry Mason
- 1965 : The Andy Griffith Show